# Бавыкин, Сергей Петрович
Серге́й Петро́вич Бавы́кин (10 августа 1973, Чернышковский район, Волгоградская область — 10 марта 2000, Комсомольское, Чечня) — военнослужащий 33-й отдельной бригады оперативного назначения Северо-Западного округа внутренних войск Министерства внутренних дел Российской Федерации, капитан. Герой Российской Федерации (2000).

## Биография
Сергей Бавыкин родился 10 августа 1973 года на хуторе Красноярский Чернышковского района Волгоградской области в семье Петра Васильевича и Галины Филипповны Бавыкиных. По национальности — русский. Позже семья Бавыкиных переехала в хутор Нижнегнутов, где Сергей окончил школу.
В 1990 году Бавыкин поступил в Одесское артиллерийское училище, а после распада Советского Союза перевёлся в Екатеринбургское высшее артиллерийское командное училище. С 1994 по 1996 год проходил службу в полку обеспечения учебного процесса Военной артиллерийской академии под Санкт-Петербургом. г.Луга. в/ч 34035. В сентябре 1996 года Бавыкин начал службу во внутренних войсках МВД России. Неоднократно отправлялся в служебные командировки на Северном Кавказе.
На первой чеченской войне Бавыкин пробыл 7 месяцев, участвовал в боях за Гудермес и Аксай. Из-за того, что Бавыкин родился в казачьей семье, сослуживцы дали ему прозвище «Атаман». Это также стало его радио-позывным.
В ноябре 1999 года Сергей женился, но уже 14 декабря вновь отправился в командировку на Кавказ, где участвовал в боях за Грозный. Однажды группа бойцов попала в окружение, но капитан Бавыкин с несколькими подчинёнными сумел пробраться к окружённым и вывести их живыми. За этот подвиг Бавыкин был награждён орденом Мужества, приняв награду и часы с надписью «За боевые заслуги в Чечне» на торжественном параде российских войск в Грозном из рук исполняющего обязанности Президента РФ — Владимира Путина.
10 марта 2000 года капитан Бавыкин в составе разведывательной группы выполнял задачу по выявлению опорных пунктов боевиков и корректировке огня артиллерийско-миномётных подразделений бригады в селе Комсомольское. Благодаря умелому руководству и точному целеуказанию миномётная батарея уничтожила два пулемётных расчета и около 10 бандитов. Однако противник обнаружил позиции разведывательного подразделения. Группа боевиков, поддерживаемая огнём из миномётов, гранатомётов и снайперами, предприняла попытку выбить разведчиков с занимаемых ими позиций. Подразделение, в состав которого входил капитан Бавыкин, оказалось отрезанным от своих частей. Завязался тяжёлый бой, который длился около 4 часов. Подобравшись вплотную к позициям разведчиков, боевики начали забрасывать их гранатами. Одна из гранат попала в развалины дома, в которых оборонялись капитан Бавыкин и несколько военнослужащих. Сергей Бавыкин бросился на гранату и накрыл её собственным телом, предотвратив тем самым гибель своих боевых товарищей.
Указом Президента Российской Федерации № 1632 от 9 сентября 2000 года за мужество, отвагу и героизм, проявленные при выполнении специального задания капитану Бавыкину Сергею Петровичу было присвоено звание Героя Российской Федерации (посмертно).

## Награды
- Медаль «Золотая Звезда»
- Орден Мужества
- Медаль Суворова
- Нагрудный знак «За отличие в службе» 1-й и 2-й степеней
- Наградные часы